# Honey Lemon
Honey Lemon (Aiko Miyazaki) es una superheroína ficticia que aparece en los cómics estadounidenses publicados por Marvel Comics. El personaje es comúnmente asociado con el equipo japonés conocido como Big Hero 6. Fue creada por Steven T. Seagle y Duncan Rouleau, y apareció por primera vez en Sunfire & Big Hero 6 # 1 (septiembre de 1998). También apareció en la adaptación cinematográfica de 2014 de los cómics.
Honey Lemon aparece como una chica estadounidense en la película animada de Disney 2014 Big Hero 6 y la serie de televisión, con la voz de Génesis Rodríguez. Ella es una genio de la química peculiar que tiene un corazón amable y trata de encontrar lo bueno en todo. Ella tiene un bolso que puede mezclar diferentes elementos químicos, lo que le permite crear bolas que usa como explosivos o trampas.

## Historial de publicaciones
Creados por Steven T. Seagle y Duncan Rouleau en su tiempo libre mientras trabajaban en otro proyecto, Honey Lemon tuvo la intención de aparecer con el resto de Big Hero 6 en Alpha Flight # 17 (diciembre de 1998). Sin embargo, el equipo apareció por primera vez en su propia miniserie de tres números del escritor Scott Lobdell y el artista Gus Vásquez, que, debido a problemas de programación, se publicó antes del Alpha Flight # 17. El personaje apareció con el equipo en una miniserie de cinco números subsecuentes que fue lanzada por Marvel Comics en septiembre de 2008.

## Biografía ficticia
Aiko Miyazaki se inscribió en el programa de postgrado en la Universidad de Ciencias de Tokio cuando fue reclutada por Naikaku Jōhō Chōsashitsu (Naichō), la agencia de inteligencia más importante de Japón. El agudo intelecto de Miyazaki y su sorprendente aspecto la convirtieron en una candidata principal para el estatus de agente secreto, y fue puesta rápidamente en un equipo de investigación y desarrollo formado por los mejores físicos, químicos e ingenieros mecánicos de Naichō, y se puso a trabajar creando nuevas tecnologías para el gobierno. Si bien el equipo de Miyazaki fue responsable de varias innovaciones en la tecnología de vigilancia, su invento más importante fue, con mucho, un grupo de agujeros de gusano en miniatura, artificiales, pequeñas deformaciones y distorsiones en la estructura del espacio-tiempo. Por sugerencia de Miyazaki, los agujeros de gusano estaban contenidos en el bolso de una mujer inocua para que pudieran ser aplicados en el campo sin atraer atención indebida. Pronto se descubrió que los agujeros de gusano, junto con las partículas Pym y la nanotecnología de vanguardia, servían como dispositivos de almacenamiento ideales en el campo: prácticamente cualquier objeto, sin importar su tamaño, podía almacenarse en el apropiadamente llamado "Power Purse" para Miyazaki, para su uso posterior.
Poco después, el consorcio altamente secreto de políticos y entidades comerciales japonesas conocido como Giri comenzó a reclutar candidatos para Big Hero 6, que se convertiría en el equipo de superhéroes más importante de Japón. Inspirada en las hazañas de Sunfire (Shiro Yoshida), el superhéroe nacional de Japón, Miyazaki presionó persuasivamente a sus superiores en Naichō por un puesto en el equipo. Al graduarse con el estatus de "agente secreto", Miyazaki adoptó el nombre en clave "Honey Lemon" (inspirado en su programa de televisión favorito del mismo nombre). Como el miembro más atento y compasivo del equipo, Honey Lemon se encontró rápidamente en desacuerdo con su compañera Go-Go Tomago (Leiko Tanaka), una ex convicta que hablaba con dificultad y sintió que Honey Lemon recibió un tratamiento especial debido a su aspecto e intelecto. Sin embargo, después de varias disputas acaloradas, las dos aprendieron a apreciarse mutuamente y se hicieron buenas amigas.
Al parecer, se sintió atraída por el nuevo potencial de reclutamiento del equipo, Hiro Takachiho, mientras seguía sonriéndole de manera coqueta. Más tarde, Honey ayudó a derribar una amenaza llamada Everwraith y salvó a Japón de la destrucción. 
Solo se la vio brevemente después, ayudando a Sunfire en Canadá. Algún tiempo después, un misterioso individuo usó una máquina para controlar mentalmente a todo el equipo de Big Hero 6 y fueron enviados a Canadá una vez más, donde lucharon contra la más reciente encarnación del Alpha Flight  hasta que Sasquatch descubrió la trama. Honey Lemon, junto con el resto del equipo, volvió a la normalidad, y todos regresaron a Japón para intentar descubrir quién los controlaba mentalmente.

## Poderes y habilidades
El Power Purse de Honey Lemon (también conocido como el "Nano-Purse") contiene una serie de agujeros de gusano inter-universales, en miniatura, que le otorgan acceso limitado a un número indeterminado de mundos y dimensiones. La naturaleza inestable y fluctuante de los agujeros de gusano hace que el mapeo preciso a largo plazo de ellos sea difícil. Antes de desplegarse en el campo, Honey Lemon generalmente reúne un gran arsenal de suministros, los reduce al tamaño microscópico utilizando una combinación de Partículas Pym y nanotecnología de vanguardia, y los almacena en universos de bolsillo en miniatura a los que solo se puede acceder a través de los agujeros de gusano de Power Purse. Como tal, puede recuperar instantáneamente estos artículos del Power Purse y restaurarlos a su tamaño original mientras está en el campo.
Los agujeros de gusano de Power Purse también otorgan acceso a una cantidad de dimensiones habitadas de tamaño completo. Por ejemplo, el planeta Microverse de Coronar (mundo natal del exmiembro de Big Hero 6, Sunpyre) es accesible a través de Power Purse. El número total de dimensiones accesibles a través del Power Purse aún no se ha determinado. Aunque Honey Lemon puede usar los agujeros de gusano de Power Purse como un método de transporte personal, solo lo hace en raras ocasiones cuando su vida está en peligro, ya que un viaje a través de Power Purse es a menudo una experiencia muy desagradable para formas de vida basadas en el carbono.
Honey Lemon es un científico brillante que a menudo mantiene a sus oponentes desprevenidos fingiendo ignorancia. Como agente secreta de la agencia de inteligencia Naichō, está ampliamente entrenada en diversas artes marciales, incluyendo aikido, judo, jujutsu, karate, Shaolin kung fu y tae kwon do.

## En otros medios

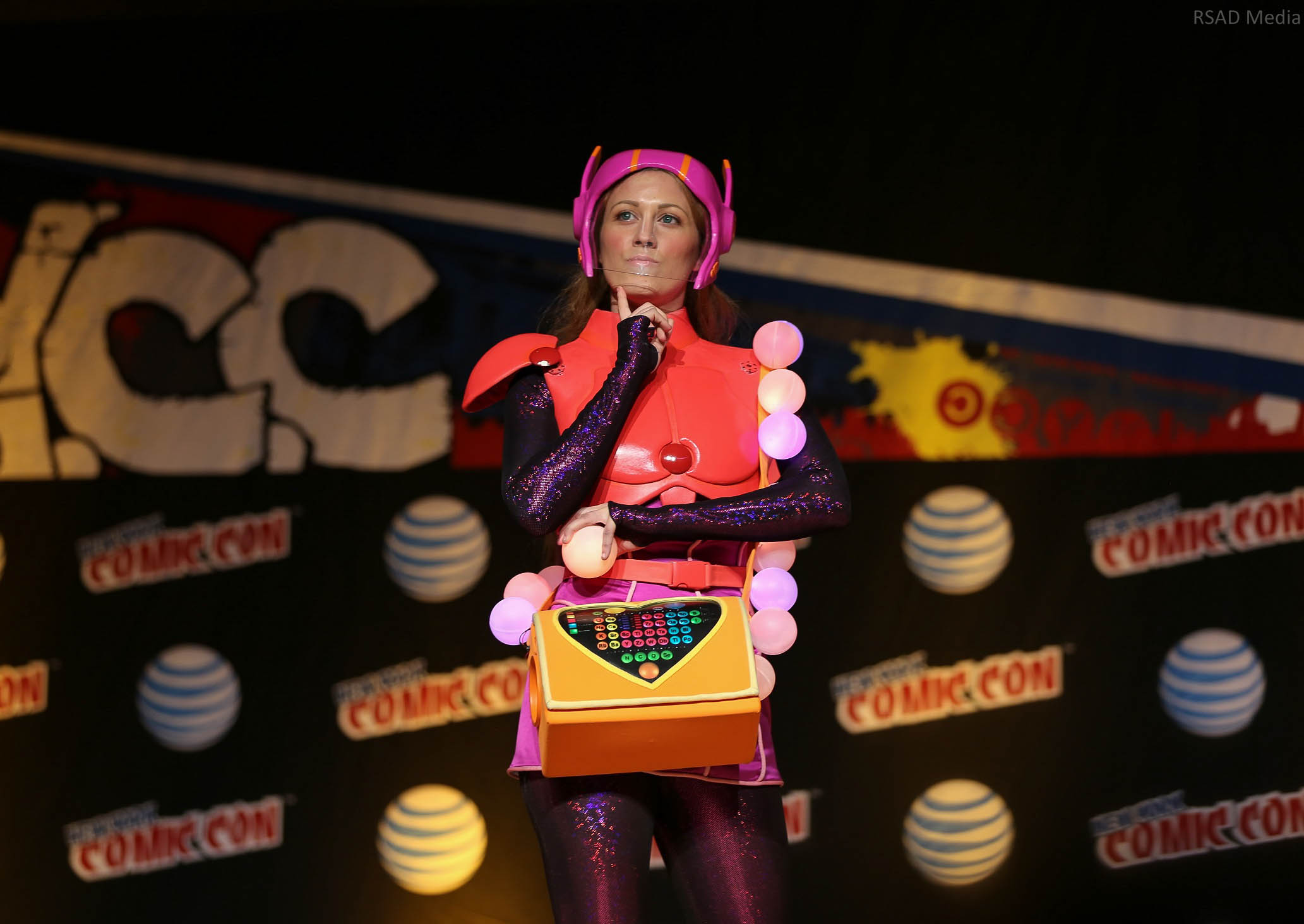
Cosplayer del personaje de la película de Disney en la New York Comic Con de 2015

### Versión de Disney

#### Película
Honey Lemon aparece en Big Hero 6, con la voz de Génesis Rodríguez. En la película, Honey Lemon se representa como una genio de la química peculiar en el Instituto de Tecnología de San Fransokyo. Su origen étnico también se ha cambiado a latinoamericano y la podemos ver escuchando música en español. El codirector Chris Williams dijo: "Ella es un tipo de persona que tiene la mitad del vaso. Pero tiene esta cualidad de científico loco con un brillo en sus ojos: hay más en Honey de lo que parece".
Su nombre es un apodo que fue pensado por Fred; Su nombre real es desconocido y no ha sido revelado. Honey Lemon es una persona excitada que está enamorada de su trabajo de química y le encanta mostrar sus experimentos de una manera casi maníaca. Ella es la más respetable y educada del grupo y tiende a vestirse con ropa estilo años 60 y 70. Honey Lemon lleva una armadura de color rosa brillante que fue construida por Hiro con un bolso mecánico que puede mezclar diferentes elementos químicos, lo que le permite crear bolas que puede usar como explosivos, trampas o salidas seguras.

#### Televisión
Honey aparece en Big Hero 6: The Series con Rodríguez repitiendo el papel. En el primer episodio, "Baymax Returns", Honey admite que no le gusta la violencia porque lamentaba haber usado una bola de hielo en Yama, a pesar de que iba a hacerle daño a Hiro. En el episodio "Big Roommates 2", inicialmente creía que las personas eran totalmente incapaces de ser totalmente malvadas, a pesar de la evidencia previa de lo contrario. Cuando se entera de que su bolsa química fue robada y transformó a un criminal llamado Dibs en un monstruo, ella se desilusionó, pero Go Go le devolvió los sentidos. Se ha demostrado que Honey habla mientras duerme, lo que les permite a otros escuchar información personal que de otra manera no querría decirle a las personas. En el episodio "Rivalry Weak", se revela que ella también asiste a clases en el Instituto de Arte San Fransokyo, que es la escuela rival del SFIT. También parece estar cohibida por su estatura, ya que parece estar un poco perturbada cuando la llaman "Chica Alta" por Karmi y Pegajoso. En "Something's Fishy", revela hechos sobre su vida en la escuela secundaria, alegando que ella "se enamoró" de la química, así como de un estudiante de intercambio llamado Andre. En el final de la temporada 2, ella se gradúa de SFIT.

### Videojuegos
Honey Lemon hace una aparición junto con el resto de Big Hero 6 en Kingdom Hearts III.